# Resolució 717 del Consell de Seguretat de les Nacions Unides
La Resolució 717 del Consell de Seguretat de les Nacions Unides, adoptada per unanimitat el 16 d'octubre de 1991 després d'assenyalar un informe del Secretari General Javier Pérez de Cuéllar i reafirmar la resolució 668 (1990), el Consell va decidir establir la Missió Preparatòria de les Nacions Unides a Cambodja (UNAMIC) immediatament després de la signatura d'acords per a una solució política a Cambodja.
La UNAMIC consistirà en el desplegament de 1.504 persones per ajudar els partits cambodjans a mantenir un alto el foc fins que es desplegui l'Autoritat Transitòria de les Nacions Unides a Cambodja. La resolució va demanar la cooperació del Consell Nacional Suprem de Cambodja i totes les parts amb la Missió sobre l'aplicació dels acords en la situació política, acollint favorablement la decisió del copresident de la Conferència de París de tornar a convocar-lo en una data pròxima per signar els acords.
Finalment, la resolució 717 exigia al secretari general que presentés un informe sobre l'evolució de la situació abans del 15 de novembre de 1991.